# Bia Lech
Lech là một nhãn hiệu bia được sản xuất bởi Lech Browary Wielkopolski thuộc về Kompania Piwowarska (tập đoàn sản xuất bia có trụ sở tại Poznań, thuộc sở hữu 100% của tập đoàn sản xuất bia Nhật Bản Asahi).
Bia Lech có màu vàng, mùi thơm nhẹ, mềm, kết cấu nhẹ, hương vị ngọt nhẹ với một kết thúc đắng nhẹ.

## Giải thưởng
Năm 2013, Lech là thương hiệu bia bán chạy đứng thứ bảy ở Ba Lan.
Năm 2015, Lech là thương hiệu bia bán chạy thứ tư ở Ba Lan về giá trị bán hàng.
Vào ngày 11 tháng 3 năm 2007, trong phần mới khai trương của CHSiB Stary Browar ở Poznań, chiếc cốc lớn nhất thế giới chứa đầy bia Lech Pils đã được đặt. Sau đó, một kỷ lục Guinness đã được thiết lập với số lượng người uống nhiều nhất từ một cốc, trong đó có 4.250 lít bia này. 10.625 người đã tham gia thiết lập kỷ lục.

## Các loại bia
Bia Lech được sản xuất trong một số loại:

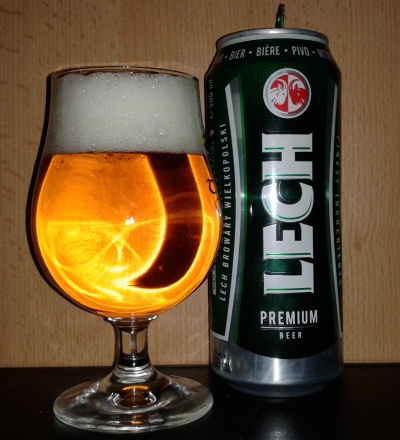
Premium - bia đầy đủ với nồng độ cồn 5%,
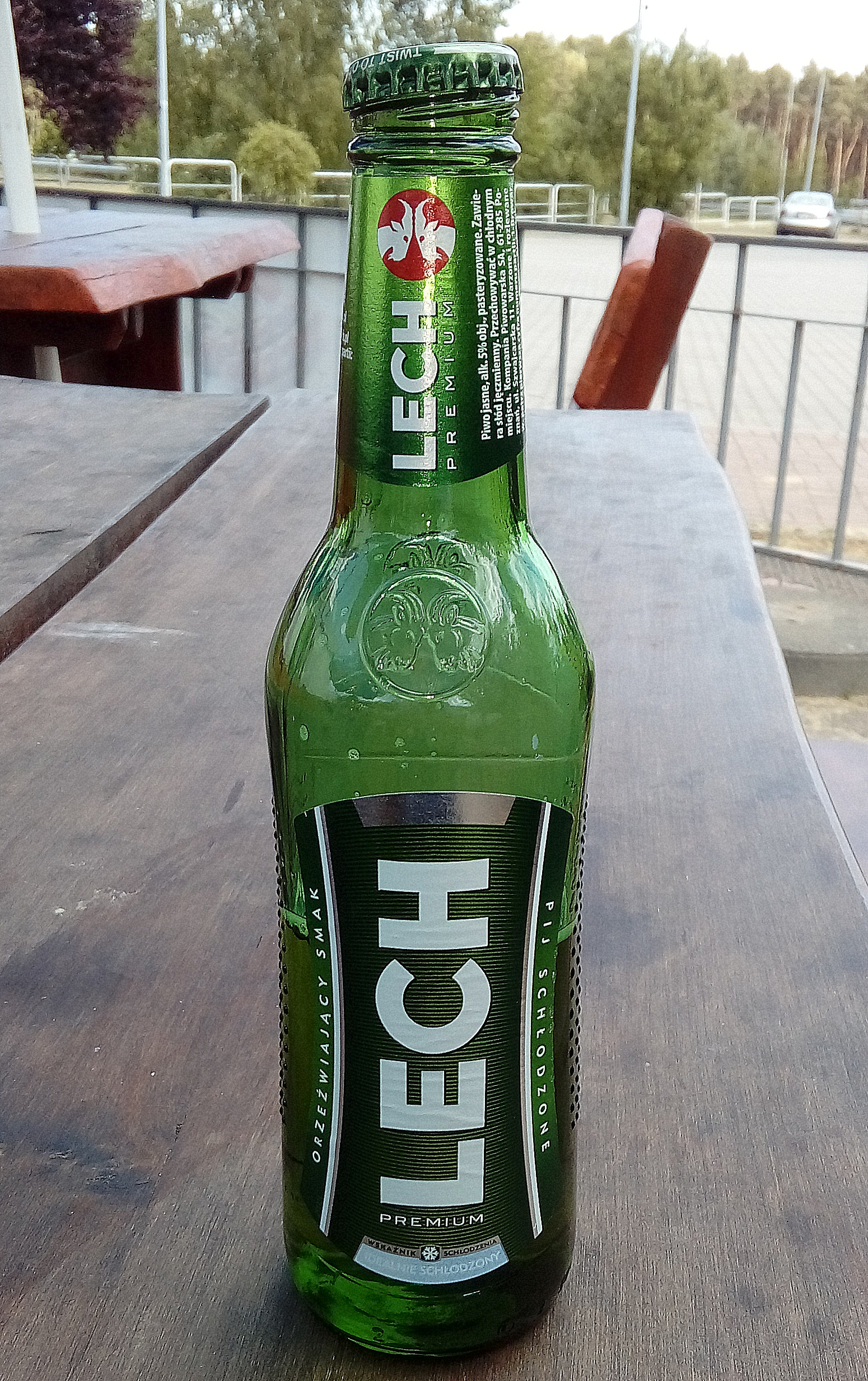
Pils - một loại bia pilzner nhẹ với nồng độ cồn 5,5%. Bia được sản xuất từ năm 1982 trong một nhà máy bia Poznań.[6] Là một sản phẩm đặc biệt nhắm vào cư dân của Greater, Ba Lan.
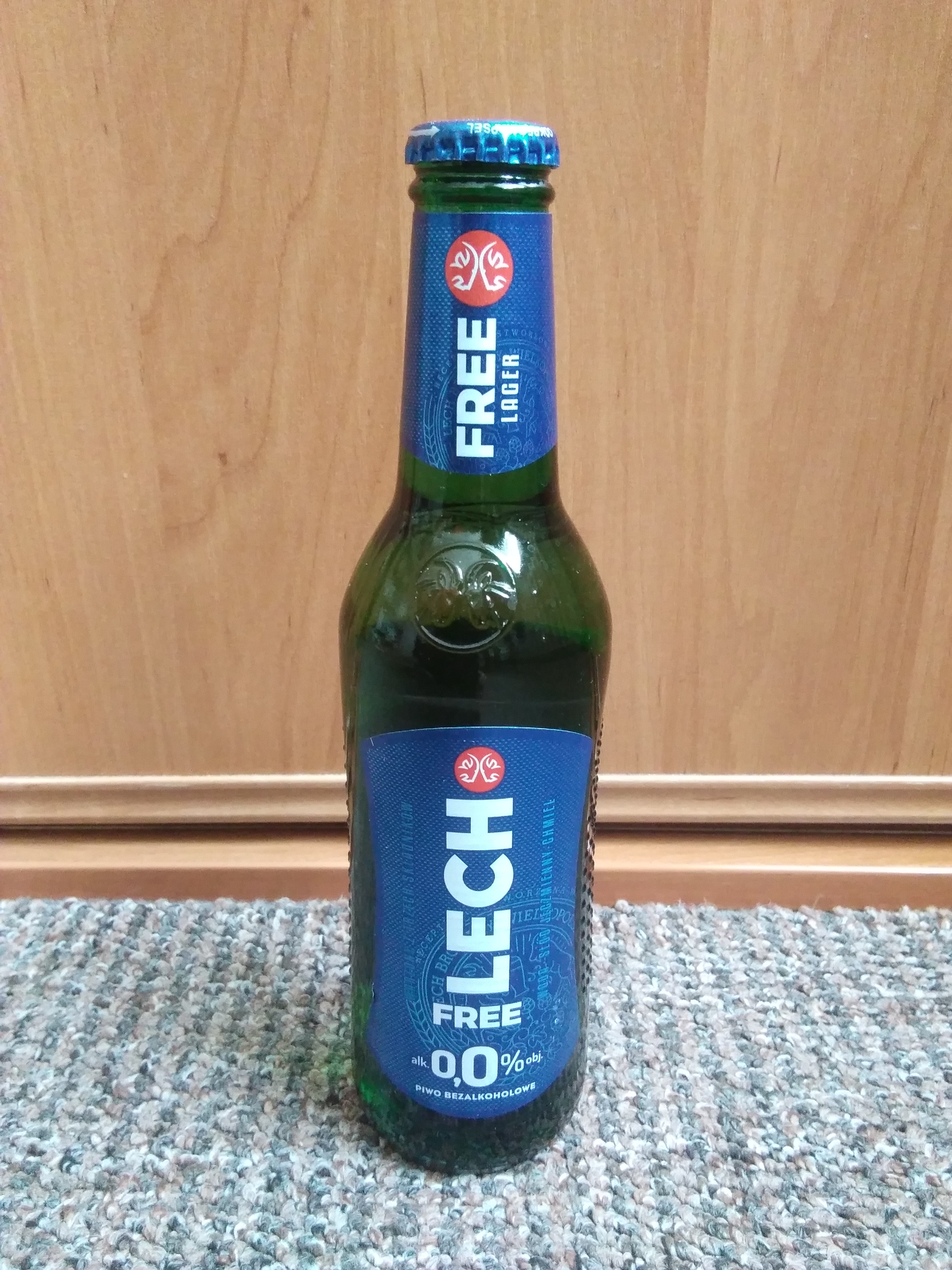
Free - không cồn
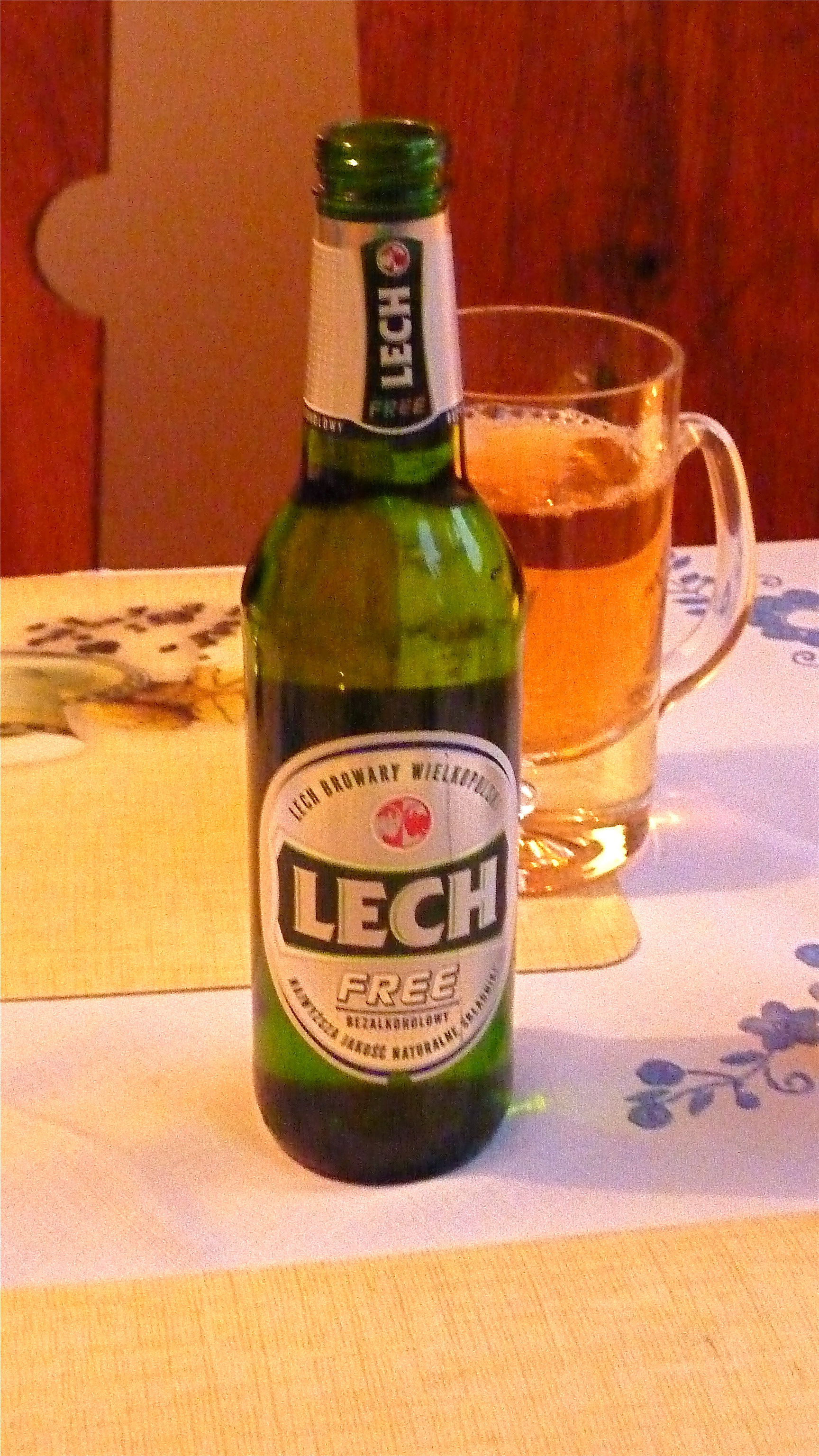
Free z limonką - bia không cồn kèm với hương vị bạc hà
Lễ hội bia Lech ở Poznan

- Lech Lite - nồng độ cồn 3,5%,
- Ice Shandy - bia nhẹ kết hợp theo tỷ lệ 40/60 với nước chanh - thức uống có nồng độ cồn 2,0%,
- Ice Bloody Orange - bia nhẹ kết hợp với nước chanh cam,
- Ice Mojito - bia nhẹ kết hợp với nước chanh mojito.  - Lech Premium
  - Loại chai
  - Bia Lech không cồn
  - Lech free
  - Lễ hội bia Lech ở PoznanLễ hội bia Lech ở Poznan